# سامورایی قاتل
سامورایی قاتل یا آدم‌کش سامورایی (به ژاپنی: 侍 Samurai) فیلمی سینمایی است به کارگردانی کی‌هاچی اوکاموتو در سال ۱۹۶۵ که بر پایه داستانی به همین نام از جیرو ماساگنجی ساخته شده‌است. این فیلم سیاه و سفید است و بازیگرانی چون توشیرو میفونه (در نقش نالیرو)، کیجی کوبایاشی (اینو سوکه)، میچیو آراتاما (اوکیکو) در آن نقش دارند.
این فیلم به‌طور کلی تصویربرداری زیبای سیاه و سفید، مکالمه فراوان و ریتم آرامی دارد ولی در پایان صحنه‌های نبرد شمشیربازی سامورایی نیز دارد.

## داستان فیلم
فیلم آدمکش سامورایی در دهه ۱۸۶۰ میلادی در ژاپن، درست پیش از احیای میجی — که برای همیشه کل جامعه ژاپن، طبقات اجتماعی و جایگاه سامورایی در ژاپن را تغییر داد — می‌گذرد.
این فیلم داستان گروهی سامورایی است که نقشه حمله به نخست‌وزیر را در سر می‌پرورانند اما متوجه وجود خبرچینی در میان خود می‌شوند. چند نفر از سامورایی‌ها مأمور بررسی دربارهٔ افراد گروه می‌شوند و به این ترتیب کم‌کم داستان پیچیده زندگی نالیرو باز می‌شود. نالیرو سامورایی فقیری است که پیش از عضویت در گروه شغلی نداشت و امیدوار است با انجام مأموریت سامورایی خود به درجه‌های بالاتر برسد.
نالیرو پسر مردی عالیرتبه است اما مادرش هویت واقعی پدرش را به وی نگفته‌است، حتی سال‌ها قبل که خانواده نامزدش به دلیل ندانستن هویت خانوادگی نالیرو با ازدواج آن‌ها مخالفت می‌کنند. در زمان مأموریت، نالیرو در پانسیون زنی اقامت می‌کند که به طرزی باورنکردنی شبیه و همنام نامزد از دست داده‌اش، اوکیکو است. در پایان فیلم، در روز ترور نخست‌وزیر، آشنایی پیغام می‌آورد که نالیرو پسر نخست‌وزیر است، اما موفق نمی‌شود وی را پیدا کند و نالیرو در مراسم جشن هلو مأموریت خود را انجام می‌دهد و سر نخست‌وزیر را که در واقع پدرش است از بدن جدا می‌کند.
در پایان، راوی که تاریخ‌نگار گروه است می‌گوید رئیس ما دستور داد نام نالیرو از اسناد گروه حذف شود و نامی از وی در تاریخ باقی نمی‌ماند.